# Greucourt
Greucourt – miejscowość i dawna gmina we Francji, w regionie Burgundia-Franche-Comté, w departamencie Górna Saona. W 2008 roku liczba ludności wynosiła 92 mieszkańców. 
W dniu 15 grudnia 2015 roku z połączenia trzech ówczesnych gmin – Greucourt, Le Pont-de-Planches oraz Vezet – utworzono nową gminę La Romaine. Siedzibą gminy została miejscowość Le Pont-de-Planches. 